# 駒場ショッピングタウン
駒場ショッピングタウン（こまばショッピングタウン）は、北海道網走市にあるショッピングセンター。愛称は「アルサキット」。

## テナント
- 生活協同組合コープさっぽろ
- 西松屋
- 作業服屋さん
- しまむら
- ハードオフ・オフハウス
- ダイソー
- 網走脳神経クリニック
- フィジット
- シュープラザ
- ライトオン
- petitpal
- ファットボーイ
- 焼肉マルイシ
- なつかし屋
- クイックカットBB
- ヤマダ電機

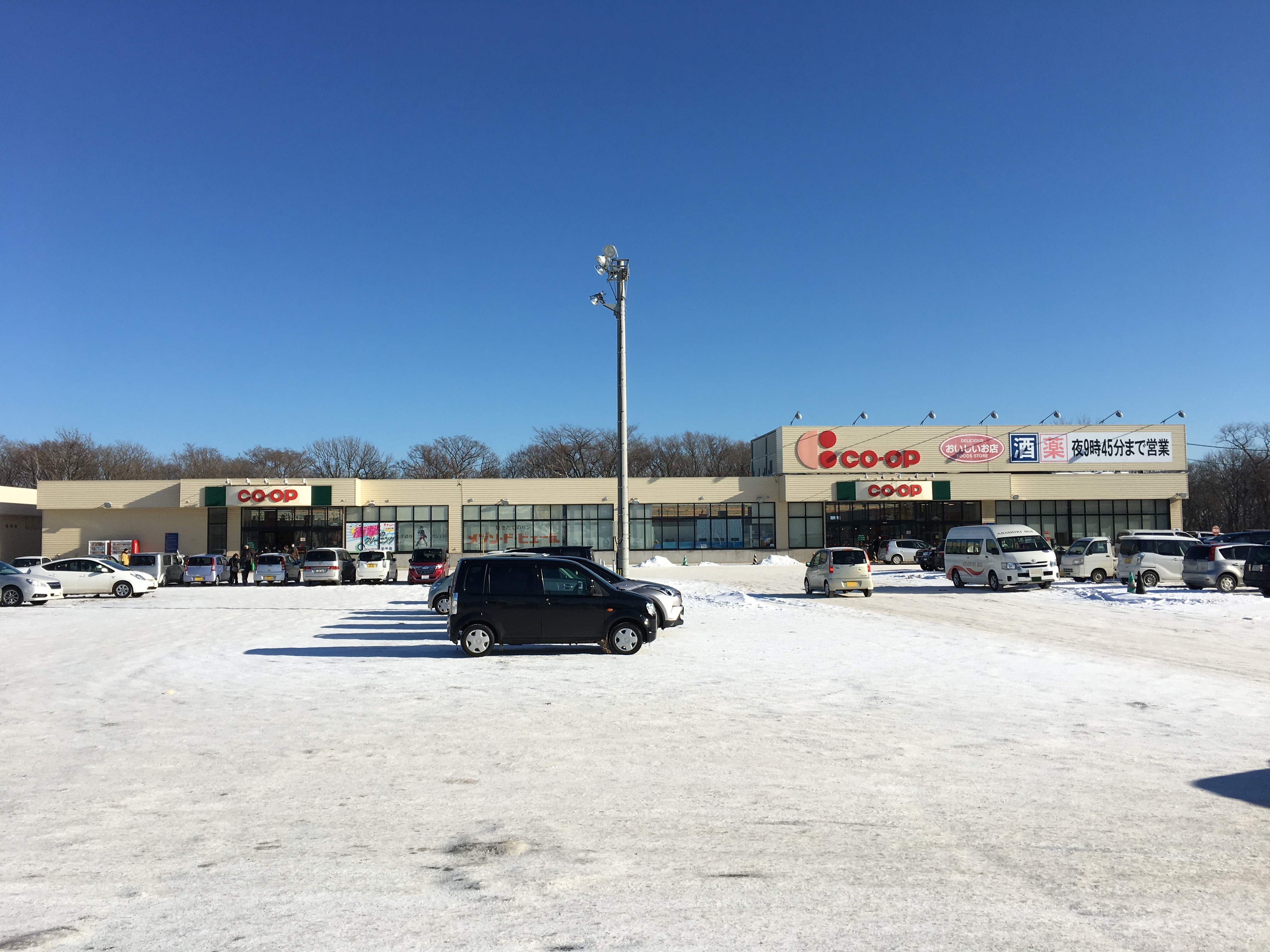
コープさっぽろあばしり店（2018年1月）
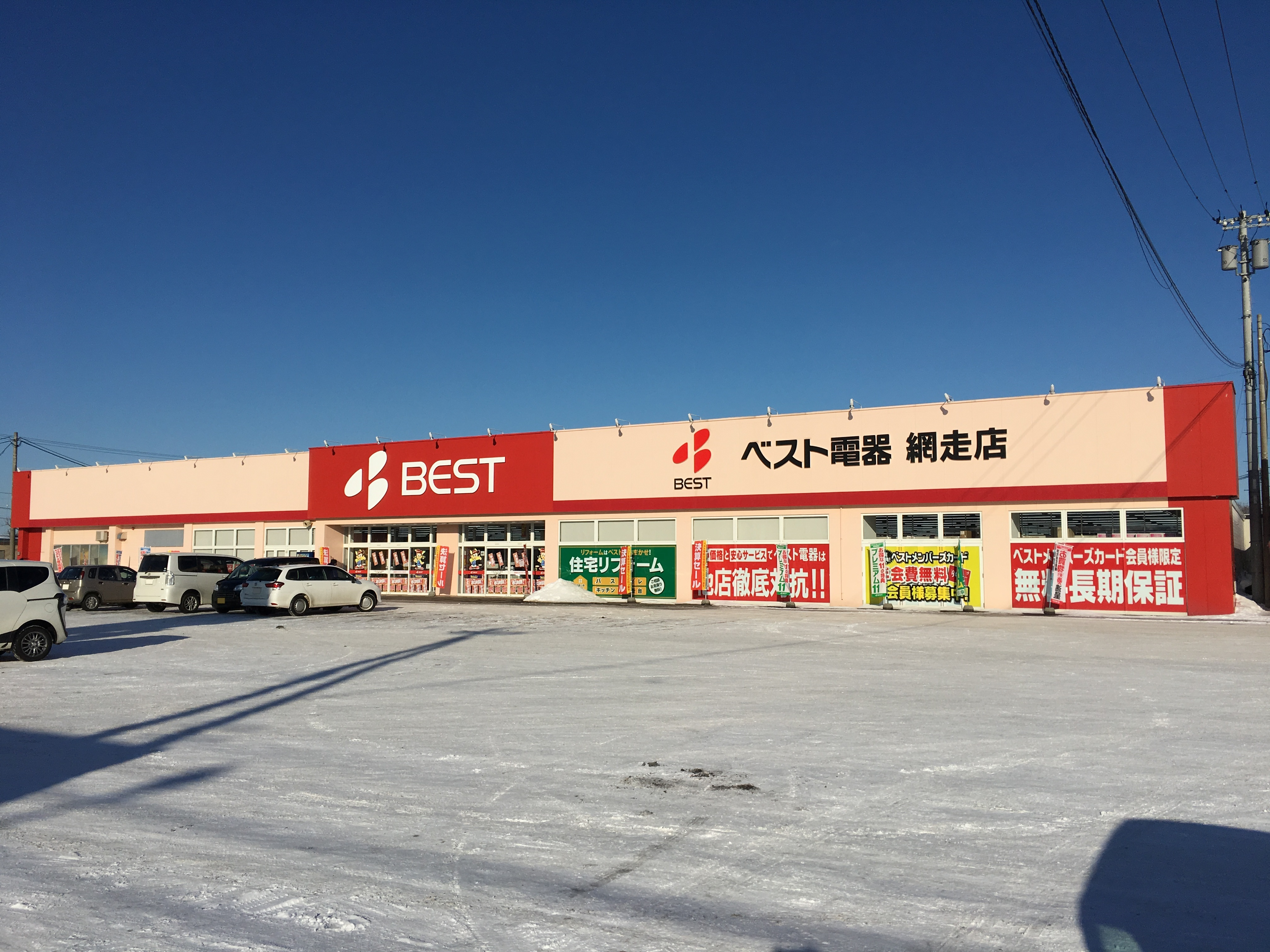
ベスト電器網走店（2018年1月）

## 以前にあったテナント
- シューラルー
- ハニーズ（2019年12月3日をもって閉店。）
- スープカリー木多郎
- インターネットカフェリンク
- ベスト電器（2023年12月31日をもって閉店[6]。）

## アクセス
本通沿いに位置し、沿道にはロードサイド店舗が立地している。
網走バス
- お買い物バス「駒場ショッピングタウン西口」「駒場ショッピングタウン東口」バス停下車
- つくしケ丘団地線「駒場5丁目」バス停下車